# 1983년 삼성 라이온즈 시즌
1983년 삼성 라이온즈 시즌은 삼성 라이온즈가 KBO 리그에 참가한 2번째 시즌이다. 서영무 감독이 작년에 이어 팀을 이끌었으나, 중도 사임했으며 이후 이충남 감독 대행이 남은 시즌을 책임졌다. 주장은 작년에 이어 배대웅이 맡았다. 팀은 코칭스태프 사이의 불화 등 여러 가지 이유 때문에 전기리그 5위, 후기리그 공동 2위, 통합 4위를 기록하여 한국시리즈 진출에 실패했는데 이선희 황규봉 권영호 성낙수가 선수층이 옅은 현실에서 무리한 투구를 한 탓인지 11선발승(이선희 권영호) 8선발승(성낙수) 7선발승(황규봉)에서 5선발승(이선희 권영호 황규봉) 3구원승(성낙수)으로 추락했다. 
다만,신인  김시진이 팀내 유일한 두자릿수 선발승(14선발승으로 장명부에 이어 2위)을 기록했고 10월 2일 대구 MBC전 완봉승(이 해 5번째)으로 1983년 두 명 밖에 없었던 전구단 상대 완봉승 투수(장명부 김시진)가 되기도(장명부-롯데 2 삼성 1 OB 1 MBC 1 해태 1 김시진 - 롯데 1 삼미 1 OB 1 해태 1 MBC 1) 했다.

## 타이틀
- KBO MVP : 이만수
- 베스트 10 : 장효조 (우익수)
- KBO 골든글러브 : 이만수 (포수), 장효조 (외야수)
- 올스타 선발 : 김시진 (투수), 이만수 (포수), 오대석 (유격수), 장효조 (외야수)
- 올스타전 추천선수 : 황규봉, 이선희
- 컴투스프로야구 삼성 라이온즈 베스트 라인업: 장효조 (좌익수)
- 컴투스프로야구2022 타이틀홀더 라인업: 장효조 (좌익수)
- 컴투스프로야구 80년대 올스타: 장효조 (좌익수)
- 컴투스프로야구 80년대 삼성 라이온즈 라인업: 장효조 (좌익수)
- 타자 WAR : 장효조 (7.54)
- 공격 WAR : 장효조 (7.63)
- 안타 : 장효조 (117)
- 홈런 : 이만수 (27)
- 루타 : 이만수 (198)
- 타점 : 이만수 (73)
- 승리타점 : 이만수 (13)
- 볼넷 : 장효조 (58)
- 사구 : 김근석 (13)
- 타율 : 장효조 (0.369)
- 출루율 : 장효조 (0.469)
- 장타율 : 장효조 (0.618)
- OPS : 장효조 (1.087)

## 선수단
- 선발투수 : 김시진, 양일환, 이선희
- 구원투수 : 송진호
- 마무리투수 : 권영호, 황규봉, 박동경, 성낙수
- 포수 : 이만수, 손상득, 손상대, 박정환, 우용득
- 1루수 : 함학수, 김한근
- 2루수 : 배대웅, 천보성, 김동재
- 유격수 : 오대석
- 3루수 :  김근석
- 좌익수 : 정현발, 홍승규
- 중견수 : 정진호, 장태수
- 우익수 : 장효조, 박찬, 황병일, 허규옥
- 지명타자 : 박승호

## 여담
- 신준옥은 구단 사상 첫 신고선수다.
- 장효조는 올스타전에서 KBO 올스타전 사상 첫 3루타를 쳤다.
- 김시진은 홈경기에서 9개의 희생플라이를 허용하여 KBO 리그 역대 단일 시즌 홈경기 최다 기록을 세웠다.
- 장효조는 93경기에 출전하여 WAR 7.54를 기록해 KBO 리그 역대 단일 시즌 100경기 미만 출전 타자 중 WAR 최고 기록을 세웠다. 또한 KBO 리그 최초로 단일 시즌 WAR 7을 넘긴 야수가 되었으며, 단일 시즌 야수 WAR 7.54의 기록은 1994년 이종범에 의해 깨지기까지 KBO 리그 최고 기록이었다.
- 이만수는 구단 사상 최초의 KBO MVP가 되었다. 이는 한국시리즈 우승팀이 아닌 팀에서 KBO MVP가 나온 최초의 사례이며, 포스트시즌 진출 실패 팀에서 KBO MVP가 나온 첫 사례이기도 하다.
- 1984 신인드래프트에 1차 지명된 정성룡은 KBO 리그 사상 최초의 고졸 선수가 되었다.
- 백인천 초대감독이 간통 혐의에 따른 구속으로 MBC 청룡에서 해임됐을 때 감독대행을 맡았으나[5]  김동엽 전 해태 초대감독이 5월 감독으로 부임하자 야구 철학이 다르다는 이유로  6월 9일 팀을 떠난[6] 유백만 전 MBC 투수코치가 같은 달 27일 삼성 코치로 이적했는데[7] 프로야구 코치가 시즌 도중 이적한 건 처음이자 마지막이었다.
- 이만수는 KBO 리그 사상 최초로 도루 없이 규정타석을 채웠다.
- 장효조는 이 해 4번으로만 15홈런을 기록했으나 그 이후 순수신인 4번 두자릿수 홈런타자는 나오지 않았으며 1991년 김기태가 4번으로만 27홈런을 기록하여[8] 역대 두 번째 순수신인 4번 두자릿수 홈런타자가 됐다.